# Pardosa groenlandica
Pardosa groenlandica är en spindelart som först beskrevs av Tord Tamerlan Teodor Thorell 1872.  Pardosa groenlandica ingår i släktet Pardosa och familjen vargspindlar. Inga underarter finns listade i Catalogue of Life.